# Batrachoseps incognitus
Batrachoseps incognitus är en groddjursart som beskrevs av Jockusch, Yanev och David Burton Wake 200. Batrachoseps incognitus ingår i släktet Batrachoseps och familjen lunglösa salamandrar. IUCN kategoriserar arten globalt som otillräckligt studerad. Inga underarter finns listade.